# Daniel Vega Cintas
Daniel 'Dani' Vega Cintas (nascut l'11 de gener de 1997) és un futbolista espanyol que juga al CF Lorca Deportiva, cedit per l'Extremadura UD, principalment com a extrem.

## Carrera de club
Vega va néixer a Mèrida, Badajoz, Extremadura. Va debutar amb el filial del Reial Valladolid a la temporada 2014-15, a Segona Divisió B, amb només 17 anys.
El 15 d'octubre de 2014 Vega va jugar el seu primer partit com a professional, començant amb una victòria a casa per 2-0 davant el Girona FC per a la Copa del Rei de la temporada. Tanmateix, la resta de la seva etapa al club es va limitar a l'equip B.
El 2 de juliol de 2018, Vega va passar a un altre equip filial, el Celta de Vigo B també a la tercera divisió. Va continuar jugant en aquesta categoria els anys següents, representant la UD Melilla i la UD Extremadura.